# Plectrochilus machadoi
Plectrochilus machadoi är en fiskart som beskrevs av Miranda Ribeiro, 1917. Plectrochilus machadoi ingår i släktet Plectrochilus och familjen Trichomycteridae. Inga underarter finns listade i Catalogue of Life.